# Bleeding Edge (Roman)
Bleeding Edge (Originaltitel Bleeding Edge) ist der achte Roman des postmodernen amerikanischen Schriftstellers Thomas Pynchon (* 1937). Die englischsprachige Originalausgabe erschien am 17. September 2013 im Verlag Penguin Books, die deutsche Übersetzung von Dirk van Gunsteren wurde 2014 bei Rowohlt veröffentlicht.

## Kurzbeschreibung
Bleeding Edge ist ein historischer Roman, die Handlung spielt im Jahr 2001. Der Terroranschlag auf das World Trade Center vom 11. September 2001 ist in dem Roman verarbeitet, kommt jedoch nur am Rande vor. Thematisch dreht sich das Buch um die sogenannte Dotcom-Blase, die bis zu ihrem Platzen im März 2000 einen Boom von Internet-basierten Firmen und Start-Ups befeuert hatte. Der Hauptteil der Handlung ist angesiedelt zwischen Frühling und September des Jahres 2001. Die Ausgangssituation des Romans ist das Manhattan nach dem ersten Internet-Boom: Diverse Start-Ups sind gescheitert und manche Investoren haben viel Geld verloren. Andere versuchen den durch die Krise entstandenen Preisverfall auszunutzen und halbseidene Geschäfte zu machen. Eingewoben in die Haupthandlung sind Anspielungen darauf, dass eine islamistische Verschwörung einen großen Terroranschlag auf New York plant. Zudem sind sowohl US-amerikanische Geheimdienste als auch die russische Mafia involviert. Das Buch verknüpft die Dotcom-Blase von 2000 und die Weltfinanzkrise von 2008, indem es den Anlagebetrug von Bernie Madoff aufgreift. Dessen Ponzi-Scheme wurde bereits 1999 durch einen Whistleblower bekannt, lief aber noch bis 2008 weiter. Die Figuren in Bleeding Edge wissen bereits, dass es sich bei Madoffs Geschäft um Investitionsbetrug handelt.
Die literarische Form des Werks ist die eines Detektivromans. Die Hauptfigur – Maxine Tarnow – ist eine Privatdetektivin und man begleitet sie auf ihren Erkundungstouren. Dem Genre des Detektivromans entsprechend ist das Privatleben der Hauptfigur recht chaotisch. Sie lebt getrennt vom Vater ihrer Kinder Ziggy und Otis, die im Grundschulalter sind. Maxine ist auf der Suche nach den Hintermännern einer Verschwörung, sie glaubt an Verschwörungstheorien. Im Laufe ihrer Ermittlungen deckt sie diverse finstere Machenschaften im Umfeld eines Investors und eines Start-Up-Gründers auf, doch je weiter sie ermittelt, desto unklarer werden die eigentlichen Hintergründe der Finanzbetrügereien. In dem Moment, als es Maxine dämmert, dass sowohl Geheimdienste als auch Terrorvereinigungen involviert sind, werden ihre Ermittlungen von den Geschehnissen des 11. September überholt. Die Spuren, die Maxine noch vor dem 11. September aufgenommen hatte, werden nach den Anschlägen bedeutungslos, da nun die Präsenz eines Terrornetzwerks evident geworden ist. Abgesehen von der Form des Detektivromans ist das Buch keinem Genre zuzuordnen, am ehesten noch einer absurden Komödie. Die Ereignisse und Figuren sind stark überzeichnet. Die Namen von Personen, Firmen, Verbänden und Institutionen lesen sich wie Parodien. Ein jugendlicher Hacker trägt den Namen Felix Boïngueaux – eine Anspielung auf Bingo. Der Humor geht ins Absurde, der Forensiker Conkling Speedwell setzt bei seinen Einsätzen vor allem auf seinen Geruchssinn – er ist eine Spürnase. Ins Übernatürliche gesteigert ist das Riechen sogar bei einer Kollegin Speedwells, die Ereignisse in der Zukunft riechen kann, sie ist „Präosmikerin“. Ihr hellseherischer Geruchssinn kündigt ihr bereits die bevorstehenden Brände des 11. Septembers an.

## Handlung
Die Handlung beginnt damit, dass die Privatdetektivin Maxine Tarnow einen neuen Auftrag erhält. Maxine hat eine eigene kleine Betrugsermittlungsagetur mit dem Namen Ertappt – Geschnappt. Der Auftraggeber Reg Despard bittet Maxine darum, Zahlungsunregelmäßigkeiten bei der Firma hashslingrz.com nachzugehen. Despard arbeitet selbst im Auftrag von hashslingrz.com und soll in deren Auftrag einen Dokumentarfilm drehen. Doch bei seiner Recherche stieß er wiederholt auf Widerstand seitens hashslingrz.com, wenn es um bestimmte Aktivitäten der Firma und deren CEO Gabriel Ice ging. hashslingrz.com ist spezialisiert auf Cyber-Security, doch von der Firma selbst werden große Summen Geld an eine ehemalige Web-Bildagentur überwiesen, die nun offenbar als Briefkastenfirma dient, um Geld zu waschen. Die Bildagentur hat den Namen Hey, wir machen hier coole und hippe Webgraphik – abgekürzt hwmhcuhw.com. Angestellte bei hwmhcuhw.com sind die Grafikdesignerin Driscoll Padgett und der Programmierer Lester Traipse. Maxine spricht mit Padgett und erfährt von ihr mehr über hwmhcuhw.com.
Maxine nimmt Kontakt auf zu dem Investor Rockwell „Rocky“ Slagiatt, der bereits in mehrere Start-Ups von Gabriel Ice investiert hat. Slagiatt selbst macht sich Sorgen, dass seine Investitionen in Ice's Firmen nicht nur ein finanzielle Probleme bereiten könnten. Er befürchtet, Ice könne durch kriminelles Verhalten großen Schaden verursachen. Als Nächstes versucht Maxine, an die Ehefrau von Gabriel Ice – Tallis Ice, geborene Kelleher – heranzukommen. Zum Glück ist Maxine befreundet mit der Mutter von Tallis, March Kelleher. Kelleher ist antikapitalistische Aktivistin, die auf ihrem Blog klatschderverdammten.com Verschwörungstheorien verbreitet. Kelleher hält Ice für einen schlechten Einfluss auf ihre Tochter Tallis und verspricht Maxine zu helfen. Eine der beliebtesten Verschwörungstheorien von March Kelleher ist das sogenannte Montauk-Projekt: Auf dem Militärflugplatz Camp Hero nahe Montauk auf Long Island, fänden nicht nur Geheimversuche statt. Sie vermutet, dass das Flugunglück Trans-World-Airlines-Flug 800 von 1996 auf den Einsatz einer Flugabwehrrakete vom Typ Stinger zurückzuführen ist. Diese Flugabwehrrakete sei vom Montauk-Projekt abgefeuert worden, so March Kelleher. Sie bezichtigt Gabriel Ice, Teil der Montauk-Projekt-Verschwörung zu sein.
Bei einem Gespräch mit Tallis Ice erfährt Maxine, dass auch sie Bedenken hegt im Bezug auf die Geschäfte ihres Mannes Gabriel. Sie zeigt sich Maxine gegenüber generell zugewandt, möchte dennoch nicht, dass sie genaueren Einblick in die Buchführung von hashslingrz.com erhält. Für Maxine gibt es auch negative Entwicklungen. Der zwielichtige US-Regierungsbeamte Nicholas Windust wird auf sie angesetzt. Er kommt aus dem Umfeld von rechtskonservativen Think-Tanks und vermutet, dass Maxine Verbindungen zum israelischen Geheimdienst Mossad besitzt. Er ist besonders interessiert an dessen elektronischer Kriegsführung und Cyber-Spionage-Taktiken und setzt Maxine unter Druck. Der nächste Schritt der Detektivarbeit bringt Maxine zur Firma Darklinear Solutions. Es handelt sich um einen Anbieter von Glasfaserkabeln, der ebenfalls ohne erkennbare Leistungen auffällig viel Geld von hashslingrz.com erhält. Ein Büro von Darklinear Solutions befindet sich im berühmten Flatiron Building in Manhattan. Maxine beobachtet das Haus von außen und sieht, wie Tallis Ice das Gebäude verlässt. Sie kam aus dem Büro von Darklinear Solutions.
Über den Investor Rocky Slagiatt lernt Maxine den russischen Mafioso Igor Dashkov kennen. Dieser bittet Maxine, herauszufinden, was es mit dem Anlagegeschäft von Bernie Madoff auf sich hat. Ihre Recherche fördert sehr schnell zu Tage, dass Madoff ein Ponzi-Scheme betreibt. Dashkov ist Maxine dankbar und sichert ihr seine Unterstützung zu. Scheinbar unabhängig von der hashslingrz-Recherche erhält Maxine Informationen zu einem Betrugsfall mit Zapper-Software. Der berüchtigte Phipps „Vip“ Epperdew soll Geld mit sogenannten Zappern erschlichen haben. Maxine kommt in Besitz eines Videos, dass ein Haus zeigt, von dem bekannt ist, das Vip Epperdew dort ein- und ausgeht. Das Haus steht in Montauk auf Long Island und Maxine beschließt, die genaue Adresse herauszufinden. In Montauk angekommen sieht sie, dass das Haus aus dem Video mittlerweile abgebrannt ist. Zu ihrer großen Überraschung befindet sich in direkter Nähe ein verlassener Neubau, der Gabriel Ice gehört. Maxine verschafft sich Zutritt und entdeckt den Zugang zu einem unterirdischen Geheimkomplex. Als sie bemerkt, dass sich dort unten Wachpersonal befindet, macht sie sich schnell wieder aus dem Staub.
Die Handlung erstreckt sich über den Sommer. Doch der September 2001 rückt näher. Es verdichten sich die Hinweise darauf, dass es Lester Traipse ist, der den dubiosen Zahlungsverkehr zwischen hwmhcuhw.com und hashslingrz.com abwickelt. Doch nicht nur das, Traipse steckt sich das Geld in die eigene Tasche. Maxine sucht ihn auf und informiert ihn darüber, dass er aufgeflogen ist. Am Tag darauf ist Traipse tot, alle Anzeichen deuten auf Selbstmord. Maxine verfolgt die Ermittlungen zu dem Todesfall und trifft dabei auf den Geruchs-Forensiker Conkling Speedwell, der einen übernatürlichen Geruchssinn besitzt. Speedwell kann riechen, mit welchen Menschen Traipse zuletzt Kontakt hatte, vor dem Todeszeitpunkt. Das Gespür von Speedwell führt zu Nicholas Windust. Maxine ahnt, dass Traipse sich nicht selbst umgebracht hat. Stattdessen stecken womöglich Nicholas Windust und die CIA hinter dem Todesfall. Maxine erhält ein weiteres Video. Diesmal ist auf dem Video eine ungewöhnliche Szene zu sehen: Männer stehen auf dem Dach eines New Yorker Luxusapartmenthauses und üben den Start einer Flugabwehrrakete vom Typ Stinger. Handelt es sich dabei um Terroristen, oder um eine Antiterroreinheit, die übt, wie sie ein entführtes Flugzeug vom Boden aus abschießen können? Bevor Maxine diesem Hinweis nachgehen kann, besucht sie eine Party von Gabriel Ice. Obwohl viele andere Unternehmen der Dotcom-Blase zum Opfer gefallen waren, genießt Gabriel Ice selbst weiterhin großen Erfolg. Seine Party am 8. September 2001 fühlt sich für Maxine an wie der sprichwörtliche Tanz auf dem Vulkan. Gabriel Ice plant, ein Internet-Start-Up-Unternehmen zu kaufen, das als Produkt eine komplett neue interaktive Cyberspace-Anwendung entwickelt hat. Dieses Programm hat den Namen DeepArcher – und Gabriel Ice hält es für das nächste große Ding. Die beiden Programmierer, Justin und Lucas, die DeepArcher entwickelt haben, sind sich jedoch unsicher ob des Kaufangebots von Ice. Auch haben Justin und Lucas unterschiedliche Visionen davon, was DeepArcher eigentlich seien könnte. DeepArcher besitzt sowohl das utopische als auch das dystopische Potenzial eines vollkommen befreiten und unregulierten Internets. In gewisser Weise ist DeepArcher eine Allegorie auf das Internet selbst. Auf der Party von Gabriel Ice begegnet Maxine auch dem jugendlichen Hacker Felix Boïngueaux. Sie erfährt von Felix Boïngueaux, dass er für Vip Epperdew Betrugssoftware entwickelt hat. Gleichzeitig verkauft er den Opfern des Betrugs Anti-Betrugssoftware-Tools. Noch ist nicht klar, ob Gabriel Ice ein Kollaborateur islamistischen Terroristen ist, oder ob auch er ein Geheimagent amerikanischer Behörden ist. Auch die Rolle von Darklinear Solutions ist noch nicht geklärt.
Alle vorangegangenen Entwicklungen werden jedoch plötzlich von der Wirklichkeit überrumpelt. Die Anschläge des 11. September machen alle von Maxine Tarnows Nachforschungen überflüssig. Nach dem 11. September sind alle Figuren damit beschäftigt, ihr Leben den neuen Verhältnissen anzupassen. Der Vorfall bringt Maxine Tarnow und ihren Ex-Ehemann Horst Loeffler wieder zueinander. Horst zieht bei Maxine ein und sie geben ihrer Beziehung eine zweite Chance. Driscoll Padget und Eric Outfield sind durch die Terroranschläge obdachlos geworden und finden in der Wohnung von Maxine ein temporäres Zuhause. Justin und Lucas beschließen, ihr Projekt DeepArcher einem neuen Zweck zu widmen. In DeepArcher soll den Opfern der Terroranschläge gedacht werden. Die online-Identitäten der Toten des 11. September sollen in DeepArcher weiterleben. Gabriel und Tallis Ice trennen sich. Für Gabriel Ice bleibt es weiter brenzlig, eine Serverfarm von ihm wird zum Ziel von russischen Hackern. March Kelleher taucht unter; sie fühlt sich verfolgt. Doch aus dem Untergrund betreibt sie weiter ihren Blog und verbreitet weiter Verschwörungstheorien. Nicholas Windust wird tot aufgefunden. Maxine beschließt, diesen Fall nicht detektivisch zu untersuchen. Das trotz allem optimistische Schlusswort überlässt Pynchon Maxines Kindern: „Schon gut, Mom, wir kommen klar.“

## Themen

### Verschwörungen, New Economy
Das Hauptthema des Buches ist eine mögliche, geheime Verschwörung, zu der der New-Economy-CEO Gabriel Ice gehört. Doch die genauen Mechanismen dieser Verschwörung werden im Buch nie erklärt. Gabriel Ice erhält aus unbekannter Quelle große Mengen Geld – entweder von US-Geheimdiensten oder aus Saudi-Arabien. Ice benutzt die Firmen hwmhcuhw.com und Darklinear Solutions um entweder eine Terrorzelle oder eine Terrorabwehreinheit zu finanzieren. Diese im Text implizierte Verschwörung läuft allerdings darauf hinaus, dass Terrorzelle und Antiterroreinheit letzten Endes doch gemeinsame Sache gemacht haben. Maxine erhält ein Video, auf dem zu sehen ist, wie ein möglicher Abschuss eines entführten Flugzeugs vonstattengehen könnte. Da aber am Ende die Terroranschläge des 11. September tatsächlich stattfinden, ist davon auszugehen, dass die Personen, die sich auf einen Flugzeugentführungs-Terroranschlag vorbereitet haben, ihren eigenen Abwehrplan nicht ausgeführt haben. Die Flugabwehrraketen aus dem Video wurden am 11. September nicht abgefeuert, um die entführten Flugzeuge davon abzuhalten, im World Trade Center einzuschlagen. Zugespitzt könnte man sagen, dass Pynchons Roman folgende These zugrunde liegt: 9/11 was an inside job. Diese These wird allerdings nie explizit gemacht und auch von so vielen anderen Handlungssträngen überlagert, dass man dem Pynchon nicht ernsthaft vorwerfen kann, er selbst würde diese These vertreten. (Dan Geddes: "Pynchon creates mouthpieces for a conspiratorial perspective of 9/11, but Pynchon the narrator does not endorse these theories.") Das Verschwörungsdenken in Bleeding Edge ist größtenteils Figurenrede von Maxine Tarnow. Dies lässt die Interpretation offen, dass Maxine sich die Verschwörung eingebildet hat. Jene Interpretation wird dadurch gestützt, dass die Vorgänge, die Maxine im Buch hauptsächlich untersucht, im Nachhinein keine Verbindung zu den eigentlichen Terroranschlägen hatten. (Joshua Cohen in Harper’s Magazine: "It doesn’t quite make the reader believe that American Flight 11 and United Flight 175 were brought down by Stinger missiles launched from a rooftop in Hell’s Kitchen, but it does make the reader believe why and how someone else might believe this [...]")
Viel mehr Thema als die eigentlichen Mechanismen der angedeuteten Verschwörung ist etwas anderes: das von Pynchon evozierte Gefühl, in einer Welt voller Verschwörungen zu leben, wo unerwartet Verbindungen sichtbar werden, mit denen vorher niemand gerechnet hätte. Zu dem Thema der paranoiden Gedanken und Verschwörungen passt, dass im privaten Umfeld der Hauptfigur Maxine Tarnow immer wieder Personen auftauchen, die mit ihren beruflichen Ermittlungen in Verbindung stehen. Bereits vor Beginn der eigentlichen Handlung hatte Maxine Tarnow den Dokumentarfilmer Reg Despard zufällig kennengelernt, auf einer Schifffahrt. Diese Begegnung wird im Buch als Rückblick auf die Vorgeschichte der Haupthandlung beschrieben. Der DeepArcher-Entwickler Justin ist verheiratet mit Vyrva McElmo. Vyrvas Tochter besucht dieselbe Grundschule wie die Söhne von Maxine. Der Schwager von Maxine, Avram Deschler, ist seinerseits von Interesse für den Agenten Nicholas Windust aufgrund Avrams Arbeit für den israelischen Geheimdienst Mossad. Und die Schwiegermutter von Gabriel Ice ist seit langer Zeit eine gute Freundin von Maxine Tarnow. Nathaniel Rich beschreibt dies in seiner Rezension für The Atlantic folgendermaßen: "But he has never shown more hostility to plot than in Bleeding Edge, where he relies almost exclusively on the hoariest of devices: the chance encounter." Alle diese Zufälle wären im realen Leben höchst unwahrscheinlich. In Bleeding Edge gehören sie essentiell zur Geschichte dazu, um den Eindruck zu erwecken, alles sei auf geheime Weise miteinander irgendwie verbunden. Paranoia und Verschwörungsdenken selbst werden zu einem Lebensgefühl. Die angedeutete Verschwörung selbst ist nur der erzählerische Hintergrund, vor dem zahlreiche Witze und Anspielungen aufgeführt werden.
Ähnlich geht Pynchon mit dem Thema der New Economy um. Es geht streng genommen nicht wirklich um das Internet, um Risikokapital oder um das Platzen der Dotcom-Blase. Diese Themen dienen nur als Rahmen für die für Pynchon typischen narrativen Muster. Das Metier der Start-Ups, Internet-Firmen, deren Gründer und Investoren benutzt der Autor vor allem als Fundgrube für sprachliche Extravaganz. (Simon Radchenko: "Maxine’s and other characters’ lexicon is filled with media images and associations as well as with abbreviations, media events and slang language: nerd, WYUP, The Deseret, NASDAQ, Comic Con etc.") Pynchon verwendet den Jargon dieser gesellschaftlichen Sphäre als sprachliches Leitbild für den gesamten Roman. (David Auerbach: "The novel is infused with the flavor of 2000–2001: Kozmo.com, Krispy Kreme, Software Etc.") Besonders humorvoll geht er dabei mit den Firmennamen und Geschäftsideen um, die charakteristisch sind für die Dotcom-Blase – wie etwa die Bildagentur mit dem Namen Hey, wir machen hier coole und hippe Webgraphik.
Neben oder offensichtlichen Hauptthematik – die Welt der Internet-Start-Ups und verschwörerische Geheimbünde – enthält das Buch eine Reihe von wiederkehrenden Nebenthemen:

### New York City
Allgegenwärtig ist die Stadt New York. Die Stadt selbst ist nicht nur einfach Schauplatz der Handlung. New York wird sehr detailreich beschrieben, die Hauptfigur Maxine Tarnow nimmt die Veränderungen in der Stadt um sich herum sehr genau wahr. Jörg Häntzschel vermutete in der Süddeutschen Zeitung, dass Pynchon hier seine eigene Sicht auf Gentrifizierung im New York der Gegenwart zum Ausdruck bringt. ("Wenn er allerdings über die 'Disney Hell' des Times Square schimpft, über ungehobelte Fußgänger und träumt vom alten New York, voller Schmutz, Laster und ungesundem Essen, riskiert Pynchon, der seit Jahrzehnten als sein eigener Geheimagent undercover an der 'Yupper West Side' lebt, sich zu enttarnen - als grumpy old man.") Eine besondere Rolle im Buch hat das Gebäude The Deseret. Hier wird Lester Traipse tot aufgefunden. Pynchon beschreibt die Geschichte und Gestaltung von The Deseret so detailreich, als hätte das Gebäude einen eigenen Charakter und wäre eine eigene Romanfigur. Die Stadt spiegelt nicht einfach nur das Innenleben und die Lebensverhältnisse wider, Pynchon verleiht den Gebäuden selbst eine Form von Autonomie.

### Psychologie
Wie in den meisten Texte von Pynchon erwähnt auch Bleeding Edge oft und an unerwarteten Stellen psychologische Fachausdrücke. Paranoia und Magisches Denken sind allgegenwärtig. Maxine Tarnow ist sogar überhaupt nur so erfolgreich als Privatdetektiven, gerade weil sie von sich aus dazu neigt, Zusammenhänge zu sehen, wo andere gar keine erkennen können. Diese Eigenschaft hat sie gemeinsam mit fast allen anderen Hauptfiguren in allen anderen von Pynchons Romanen. Pynchon deutet eine große Verschwörung an, ohne sie dann aufzudecken. Paranoide Gedanken sind ein großer Bestandteil der Prosa Pynchons. Nebensächlich werden jedoch andere Phänomene aus dem Bereich der Psychologie erzählerisch verwendet. Ein Beispiel hierfür ist die Grundschule, auf der Maxine Tarnow und Horst Loeffler ihre Söhne Ziggy und Otis eingeschult haben. Die Otto-Kugelblitz-Schule arbeitet nach einem besonderen, psychologisch ausgerichteten Lehrkonzept: Die Phasen der Kindesentwicklung werden so behandelt, als seien sie eine Abfolge verschiedener Neurosen, Zwangs- und Persönlichkeitsstörungen. Ein weiteres Beispiel hierfür ist die Erklärung wie sich Maxine Tarnow und Reg Despard kennengelernt haben. Beide waren Passagiere einer Schifffahrt, die von der Organisation AMBOPEST veranstaltet wurde. AMBOPEST ist die Abkürzung für die Amerikanische Borderline-Persönlichkeitsstörungs-Gesellschaft. Alle AMBOPEST-Besucher singen während der Schifffahrt lauthals die inoffizielle Hymne der Vereinigung: das Lied Borderline von Madonna.

### Popkultur und absurder Humor
Popkulturelle Referenzen befinden sich an vielen Stellen des Buches. Madonnas Song Borderline ist nur eins von vielen Bespielen. Maxines beste Freundin Heidi Czornak ist ihrerseits Universitätsprofessorin für das Fach Popkultur. (Sylvia Staude in der Frankfurter Rundschau: "Dazu fliegen einem die (pop-)kulturellen Anspielungen nur so um die Ohren. Ob eine junge Frau genau die gleiche Frisur wie Jennifer Aniston haben will, ob Kinder begeistert die TV-Serie „Rugrats“ gucken oder eine Figur lässig den ersten anonymen, finnischen Remailer, penet.fi, erwähnt.") (Simon Radchenko: "The association of characters with particular cinema scenes or media persons is also a non-postmodern method, used by Pynchon in the case of, for example, Horst Loeffler, 'showing up, like Basil St. John in the life of Brenda Starr' or Conkling Speedwell: 'for a minute she thinks it’s Alex Trebek.'")
Die Vorstellung, dass eine große Gruppe von Personen mit Borderline-Persönlichkeitsstörung auf einem Schiff übers Meer fährt und laut das Lied Borderline singt, ist grotesk. Ähnlich albern ist die Figur des Conkling Speedwell, der nicht nur einen übernatürlichen Geruchssinn besitzt. Speedwell ist zudem der Erfinder der ersten Geruchskanone der Welt, dem sogenannten Naser. Offenbar möchte Pynchon mit dieser Bezeichnung andeuten, dass nach Laser und Taser nun die weite Verbreitung des Naser bevorsteht. Ebenso absurd ist der Firmenname Hey, wir machen hier coole und hippe Webgraphik, abgekürzt hwmhcuhw.com. Der Nachname des Investors Rocky Slagiatt ist eine Abkürzung der englischen Redewendung „seemed like a good idea at the time“.

### Jüdische Identität
Jüdische Identität wird insofern thematisiert, als Maxine Tarnow selbst als jüdisch bezeichnet wird und dies zum Ausgangspunkt für mehrere Erzählstränge wird. Maxines Sohn Ziggy lernt das Selbstverteidigungssystem Krav Maga, das nach der Gründung des Staates Israel zur Nahkampfausbildung der Israelischen Armee gehörte. Die Krav-Maga-Trainerin von Ziggy heißt Emma Levin. Der Schwager von Maxine ist Israeli und besitzt Verbindungen zum israelischen Geheimdienst Mossad. Maxines Schwester Brooke hat den Israeli Avram Deschler geheiratet und ihren Wohnsitz nach Israel verlegt. Hat Maxine Tarnow überhaupt etwas mit Politik im nahen Osten zu tun? Sie gehört der jüdischen Bevölkerungsgruppe in den USA an und ihre Schwester ist mit einem Israeli verheiratet. Trotz dieser recht losen Verbindung zum Staat Israel wird sie in Verbindung mit der dortigen Politik gebracht. Die Figur des Nicholas Windust steht stellvertretend für ein verkürztes Verständnis von jüdischer Identität, welches kulturelle Zugehörigkeit und politische Loyalität in einen Topf wirft. (Joseph Conte schreibt hierzu in seinem Artikel über das Buch: "The question is why would Ice, who is an American Jew, be providing aid and comfort to the existential enemies of the state of Israel?")

### Spionage
Wie in mehreren Büchern Pynchons tauchen verhältnismäßig viele Geheimagenten auf. Geheimagenten spielen in Pynchons Gesamtwerk insgesamt eine wichtige Rolle, da sie die verschwörerischen Machenschaften geheimer Organisationen verkörpern. Pynchons Lieblingsthemen Paranoia und Verschwörungen lassen sich sehr gut durch den Einsatz von Geheimagenten illustrieren. Neben den offensichtlichen Geheimagenten Nicholas Windust und Conkling Speedwell besitzen auch viele andere Figuren Verbindungen zu geheimen Organisationen. Igor Dashkovs Verbindungen zur russischen Mafia sind genau so spürbar wie die Verbindungen von Gabriel Ice zu Terror/Antiterror-Organisationen. Dass der Schwager von Maxine Tarnow selbst möglicherweise Geheimagent des Mossad ist, spielt für den Verlauf der Handlung kaum eine Rolle. Der Umstand steigert nur das paranoide Gefühl, dass jede Person geheime Handlungsmotive haben könnte. Unrealistisch an diesem Aspekt ist nicht nur die erstaunliche Anzahl von Geheimbünden im Umfeld der Hauptfigur Maxine. Gesteigert wird diese Fiktion noch zusätzlich dadurch, dass alle Figuren sich frei und offen über ihre "geheimen" Aktivitäten austauschen. Besonders absurd hieran ist, dass alle involvierten Personen gegenüber Maxine ihre Geheimnisse ausplaudern und offenbar keinerlei Bedenken hegen, sie in allerlei Pläne einzuweihen. (Joseph Conte: "[...] Windust warns Maxine about some of the informants in her own investigation) In diesem Aspekt ähnelt die Figur der Maxine Tarnow sehr einer anderen Figur von Pynchon: Doc Sportello aus Natürliche Mängel. David Auerbach zieht in seiner Rezension mehrfach den Vergleich zwischen Doc Sportello und Maxine Tarnow.

### Das Internet als Utopie/Dystopie
Über weite Strecken des Buchs fungiert das Metier der Internet-Start-Ups ausschließlich als Rahmen, um eine Detektivgeschichte zu erzählen. Das, womit die Internet-Firmen Geld verdienen, spielt größtenteils überhaupt keine Rolle, oder ist relativ simpel: hwmhcuhw.com ist eine Bildagentur und Darklinear Solutions verkauft Glasfaserkabel. Beide Ideen sind innerhalb des Rahmens der Handlung selbst nicht besonders fortschrittlich. Weder eine Bildagentur noch Glasfaserkabel hätte man im Jahr 2001 als cutting edge beschrieben, geschweige denn als bleeding edge. Das einzige im Roman beschriebene Produkt, was im Jahr 2001 wirklich als bleeding edge hätte durchgehen können, ist tatsächlich die Anwendung DeepArcher. Mit DeepArcher hat Pynchon alles subsumiert, was das Web seit 2001 revolutioniert hat: Open-Source-Projekte wie Wikipedia, social media wie Facebook, Twitter und YouTube. Allerdings ist DeepArcher auch der Zugang zum Darknet. Eine Frage, die die Existenz von DeepArcher aufwirft lautet: Wie und wann hat sich das Internet von einer Utopie hin zu einem kommerziell regulierten Alltagsgegenstand hin gewandelt? Die Hoffnungen der 1990er Jahre haben sich nicht bestätigt: Das Internet ist nicht der demokratische und freie Ort geworden, von dem Utopisten in der Anfangszeit des World Wide Web geträumt hatten. Aber hat dies mit der Kommerzialisierung zu tun, oder mit der Erkenntnis, dass ein vollkommen unreguliertes und befreites Internet eher zu einer Dystopie verkommen würde? Im Verlauf der Handlung wird klar, dass Gabriel Ice den Quellcode von DeepArcher kaufen will, um eine kommerzielle Version von DeepArcher anzubieten.   Ice steht hiermit symbolisch für Konsolidierung und Formalisierung des Internets, wie sie in den vergangenen zwanzig Jahren vorangeschritten ist. An einer Stelle im Buch wird erwähnt, dass sogar Microsoft interessiert sei, DeepArcher zu kaufen. Pynchon stellt in Bleeding Edge die Frage danach, was das Internet eigentlich sei: eine befreite Utopie, eine befreite Dystopie oder ein kommerzialisierter und regulierter Raum, der sein Freiheitspotenzial bereits verloren hat. (Nathaniel Rich: "Technology is paradise; technology is hell. Pynchon embraces both interpretations—as most of us do, whether or not we admit it.")
Wäre dieses Thema das Hauptthema des Buches, dann könnte man Bleeding Edge dem Genre der Cyberpunk-Literatur zuordnen. Allerdings bleiben die Cyberpunk-Elemente von Bleeding Edge immer ein Nebenschauplatz. Der eigentliche Schwerpunkt der Handlung liegt auf Maxine Tarnows Leben und ihren Abenteuern in New York City – im undefinierten Zustand zwischen Dotcom-Blase und 11. September.

## Rezeption
Für den Literaturwissenschaftler Heinz Ickstadt geht es Pynchon weniger um die virtuelle Welt des Internet als um dessen sprachlicher Textur, die sie für sein Schreiben erschließt. Generell wurde der Roman mehrfach in Verbindung mit dem Enthüllungen des Whistleblowers Edwards Snowden gebracht. Anne Haeming schrieb im Spiegel, dass Snowdens Enthüllungen dem Roman zuvorgekommen seien und Pynchons Fiktion bereits von der Realität überholt wurde.